# Ocotea commutata
Espèce
Synonymes
- Cordia flavescens Aubl.[1]

Ocotea commutata, est une espèce de plantes à fleurs de la famille des Lauraceae. C'est un arbre originaire de Guyane.

## Histoire naturelle
En 1775, le botaniste Aublet a décrit Cordia flavescens à partir d'un mélange d'éléments de Ocotea flavescens et de fleurs de Cordia, et en a proposé la diagnose suivante :

« LE SEBESTIER ſarmenteux. (PLANCHE 89.)
Cet arbrisseau pouſſe de la racine pluſieurs tiges ligneuſes, ſarmenteuſes, rameuſes, longues de huit a neuf pieds, qui le répandent ſur les plantes ou arbriſſeaux voiſins. elles ſont garnies & feuilles alternes, liſſes, vertes,entières. ovales, terminées par une longue pointe.
Leur pédicule eſt court. Les plus grandes out ſept pouces de longueur ſur trois de largeur.
De l'aiſſelle des feuilles naiſſent des grappes de fleurs qui ſont portées chacune ſur un long pédoncule.
Le calice eſt d'une ſeule pièce diviſé profondément en cinq ou ſix parties vertes & aiguës.
La corolle eſt monopétale, jaunâtre, en forme d'entonnoir. Elle eſt attachée au deſſous de l'ovaire. Son tube eſt renflé en débordant le calice. Son limbe eſt partagé en quatre ou ſix lobes arrondis.
Les étamines ſont au nombre & cinq ou & ſix, entre les diviſions de la corolle, ſur la paroi interne & moyenne du tube. Leur filet eſt long, blanc. L'anthère eſt à deux bourſes en forme & fer de fléche.
Le piſtil eſt un ovaire arrondi, verdâtre, ſurmonté d'un style qui ſe diviſe en deux branches, leſquelles ſe ſubdiviſent en deux autres terminées par un stigmate obtus.
L'ovaire devient une baie de couleur purpurine, enveloppée d'une membrane fermé & ſèche. Elle eſt à deux cotylédons. lorſqu'on briſe ces cotylédons en deux pièces, & qu'on veut les ſéparer, il en ſort une matière glutineuſe.
Cet arbriſſeau croît dans l'île de Caïenne, & dans la Guiane du côté de Tonne-grande, ſur-tout parmi les arbriſſeaux qui entourent les ſavanes.
Il étoit en fleur & en fruit dans le mois d'Août.
Le fruit eſt repréſenté de grandeur naturelle. L'on a groſſi la fleur, & toutes ſes parties. »